# 米亞傑利區
米亞傑利區（羅馬化：Myadel'skiy rayon）是白俄羅斯中部明斯克州的一個區，行政中心为米亞傑利，面積1,964.3平方公里，2009年人口29,599，人口密度每平方公里15.04人。